# ビアンフェ
ビアンフェ（欧字名:Bien Fait、2017年4月29日 - ）は、日本の競走馬。主な勝ち鞍は2019年の函館2歳ステークス、2020年の葵ステークス、2021年の函館スプリントステークス。
馬名の意味は、フランス語で「上出来、かっこいい」。

## 経歴

### 2歳（2019年）
2019年6月16日、函館競馬場芝1200メートルの新馬戦でデビューし、1番人気に支持されいったんは抜け出すも、最後はオータムレッドに差し切られて2着。2週間後の6月30日、2走目の未勝利戦ではスタートもよく最後まで押し切り、初勝利を挙げる。
7月21日、世代最初の重賞函館2歳ステークスは4番人気で迎え、スタートは一息も先手を取り、最後まで粘ってタイセイビジョンの追い込みを1馬身4分の3差で退けて優勝。姉・ブランボヌールに続く函館2歳ステークスの姉弟制覇であり、また2013年の日本ダービー優勝馬キズナに早くも産駒の重賞勝ちをもたらした。
間をおいて11月2日の京王杯2歳ステークスに出走。3番人気で出走して果敢に逃げたが、1番人気に押されていたタイセイビジョンに差されて2着に終わる。
更にG1朝日杯フューチュリティステークスに出走。5番人気での出走で、ここでも逃げを打つが直線で勝ったサリオス他数頭に抜かれて7着に終わる。

### 3歳（2020年）
3歳初戦のファルコンステークスでは後にNHKマイルカップを制するラウダシオンに次ぐ2番人気に推されたが、重馬場で伸びを欠き9着に敗れた。
次走には重賞葵ステークスを選択、1番人気に推された。迎えたレース本番、好スタートから先手を奪うとそのまま逃げ切り勝利、重賞2勝目を飾った。
夏場の休養を経て、古馬と初対戦となるセントウルステークスに出走。3番人気に推され、レースではハナを切らず3番手を追走したが、そこから伸びきれず5着に敗れた。それでも鞍上の藤岡佑介は「好位からでも初めてというぐらい折り合いました。」と収穫があった事を口にした。
続いてスプリンターズステークスに出走したが、ゲート入りを嫌がり発走時刻が遅れたほか、レースも最下位16着に敗退。その結果、1ヶ月の出走停止と停止期間満了後の発走調教再審査が科されることになった。
その後、気性をよくするために去勢手術を行うこととなり、休養し騸馬となる。

### 4歳（2021年）
去勢手術明け、5か月ぶりの実戦となったオーシャンステークスは果敢に逃げると直線でも粘り、3着を確保する。さらに3か月ぶりとなった函館スプリントステークスはスタートから押してハナを主張すると、最後まで脚色衰えずに大接戦のゴール前をクビ差凌いで逃げ切り勝ち。重賞3勝目を挙げた。次走はセントウルステークスを予定していたが馬房で寝違えてしまい、回避となった。5か月ぶりの実戦となったスプリンターズステークスはモズスーパーフレアに先手を譲り2番手からの競馬となったが、直線で伸びず7着に敗れた。前年同様枠入りを嫌がり、発走時刻を2分遅らせたため、1か月間の出走停止処分となり、停止期間満了後にトレセンではなく、開催競馬場で発走調教再審査の制裁を受けた。

### 5歳（2022年）
5歳初戦として1月30日に行われたGIIIシルクロードステークスに出走し、9着に敗れる。
3月5日に行われたGIIIオーシャンステークスに出走。5番人気で迎えたレースでは、スタート直後こそデトロイトテソーロにハナを奪われたが、スピードを上げてハナに立つ。その後も快ピッチで飛ばし、3着に粘り込んだ。
続いて、連覇を狙うGIII函館スプリントステークスに出走。3番人気で迎えたレースでは、スタートしてから押してハナへ。前年のこのレースと同じ前半3ハロン通過32秒8で逃げる。しかし、コーナーを回る前には外からレイハリアにかわされるなどして手応えが悪くなり、直線で後退して最下位16着に敗れた。
5か月間休養ののち、11月27日の京阪杯に出走するも16着としんがり負けに終わり、12月2日付けでJRA競走馬登録を抹消された。引退後は栗東トレーニングセンターで乗馬となる。

## 競走成績
以下の内容は、netkeiba.comの情報に基づく。
| 競走日     | 競馬場 | 競走名          | 格   | 距離（馬場）  | 頭 数 | 枠 番 | 馬 番 | オッズ （人気） | 着順 | タイム （上がり3F） | 着差 | 騎手      | 斤量 [kg] | 1着馬（2着馬）         | 馬体重 [kg] |
| ---------- | ------ | --------------- | ---- | ------------- | ----- | ----- | ----- | --------------- | ---- | ------------------- | ---- | --------- | --------- | ---------------------- | ----------- |
| 2019.06.16 | 函館   | 2歳新馬         |      | 芝1200m（稍） | 10    | 2     | 2     | 002.80（1人）   | 02着 | R1:10.9（35.0）     | -0.0 | 0藤岡佑介 | 54        | オータムレッド         | 502         |
| 0000.06.30 | 函館   | 2歳未勝利       |      | 芝1200m（稍） | 14    | 8     | 13    | 001.70（1人）   | 01着 | R1:10.0（35.5）     | -0.0 | 0藤岡佑介 | 54        | （ヴェスターヴァルト） | 506         |
| 0000.07.21 | 函館   | 函館2歳S        | GIII | 芝1200m（良） | 15    | 1     | 1     | 007.00（4人）   | 01着 | R1:09.2（35.6）     | -0.3 | 0藤岡佑介 | 54        | （タイセイビジョン）   | 510         |
| 0000.11.02 | 東京   | 京王杯2歳S      | GII  | 芝1400m（良） | 10    | 7     | 8     | 005.40（3人）   | 02着 | R1:21.1（34.4）     | -0.3 | 0藤岡佑介 | 55        | タイセイビジョン       | 534         |
| 0000.12.15 | 阪神   | 朝日杯FS        | GI   | 芝1600m（良） | 16    | 1     | 2     | 012.60（5人）   | 07着 | R1:33.9（36.7）     | -0.9 | 0藤岡佑介 | 55        | サリオス               | 538         |
| 2020.03.14 | 中京   | ファルコンS     | GIII | 芝1400m（重） | 18    | 7     | 13    | 005.20（2人）   | 09着 | R1:22.6（36.6）     | -1.3 | 0藤岡佑介 | 57        | シャインガーネット     | 550         |
| 0000.05.30 | 京都   | 葵S             | 重賞 | 芝1200m（良） | 16    | 6     | 12    | 003.30（1人）   | 01着 | R1:08.1（34.6）     | -0.0 | 0藤岡佑介 | 57        | （レジェーロ）         | 558         |
| 0000.09.13 | 中京   | セントウルS     | GII  | 芝1200m（良） | 17    | 6     | 11    | 007.10（3人）   | 05着 | R1:08.3（34.6）     | -0.4 | 0藤岡佑介 | 54        | ダノンスマッシュ       | 560         |
| 0000.10.04 | 中山   | スプリンターズS | GI   | 芝1200m（良） | 16    | 6     | 12    | 067.1（11人）   | 16着 | R1:10.3（37.5）     | -2.0 | 0藤岡佑介 | 55        | グランアレグリア       | 560         |
| 2021.03.06 | 中山   | オーシャンS     | GIII | 芝1200m（稍） | 16    | 2     | 4     | 015.00（5人）   | 03着 | R1:08.6（34.9）     | -0.2 | 0藤岡佑介 | 56        | コントラチェック       | 548         |
| 0000.06.13 | 札幌   | 函館スプリントS | GIII | 芝1200m（良） | 16    | 7     | 14    | 008.00（5人）   | 01着 | R1:07.6（34.8）     | -0.0 | 0藤岡佑介 | 56        | （カレンモエ）         | 560         |
| 0000.10.03 | 中山   | スプリンターズS | GI   | 芝1200m（良） | 16    | 4     | 8     | 043.80（9人）   | 07着 | R1:07.9（34.3）     | -0.8 | 0藤岡佑介 | 57        | ピクシーナイト         | 564         |
| 2022.01.30 | 中京   | シルクロードS   | GIII | 芝1200m（良） | 18    | 7     | 15    | 010.40（6人）   | 09着 | R1:08.7（35.1）     | -0.6 | 0藤岡佑介 | 57.5      | メイケイエール         | 562         |
| 0000.03.05 | 中山   | オーシャンS     | GIII | 芝1200m（良） | 15    | 8     | 14    | 009.10（5人）   | 03着 | R1:08.0（34.6）     | -0.1 | 0藤岡佑介 | 56        | ジャンダルム           | 556         |
| 0000.06.12 | 函館   | 函館スプリントS | GIII | 芝1200m（良） | 16    | 7     | 13    | 006.20（3人）   | 16着 | R1:08.3（35.5）     | -1.1 | 0藤岡佑介 | 57        | ナムラクレア           | 560         |
| 0000.11.27 | 阪神   | 京阪杯          | GIII | 芝1200m（良） | 16    | 8     | 16    | 036.5（13人）   | 16着 | R1:11.2（37.9）     | -4.0 | 0藤岡佑介 | 57        | トウシンマカオ         | 570         |

## 血統表
| ビアンフェの血統                     | ビアンフェの血統                                | ビアンフェの血統                   | （血統表の出典）                   | （血統表の出典）  |
| 父系                                 | ヘイロー系                                      | ヘイロー系                         | ヘイロー系                         | [ § 2 ]           |
| 父 キズナ 2010 青鹿毛 北海道新冠町   | 父の父ディープインパクト 2002 鹿毛 北海道早来町 | *サンデーサイレンス                | Halo                               | Halo              |
| 父 キズナ 2010 青鹿毛 北海道新冠町   | 父の父ディープインパクト 2002 鹿毛 北海道早来町 | *サンデーサイレンス                | Wishing Well                       |                   |
| 父 キズナ 2010 青鹿毛 北海道新冠町   | 父の父ディープインパクト 2002 鹿毛 北海道早来町 | *ウインドインハーヘア              | Alzao                              | Alzao             |
| 父 キズナ 2010 青鹿毛 北海道新冠町   | 父の父ディープインパクト 2002 鹿毛 北海道早来町 | *ウインドインハーヘア              | Burghclere                         |                   |
| 父 キズナ 2010 青鹿毛 北海道新冠町   | 父の母*キャットクイル Catequil 1990 鹿毛 カナダ | Storm Cat                          | Storm Bird                         | Storm Bird        |
| 父 キズナ 2010 青鹿毛 北海道新冠町   | 父の母*キャットクイル Catequil 1990 鹿毛 カナダ | Storm Cat                          | Terlingua                          |                   |
| 父 キズナ 2010 青鹿毛 北海道新冠町   | 父の母*キャットクイル Catequil 1990 鹿毛 カナダ | Pacific Princess                   | Damascus                           | Damascus          |
| 父 キズナ 2010 青鹿毛 北海道新冠町   | 父の母*キャットクイル Catequil 1990 鹿毛 カナダ | Pacific Princess                   | Fiji                               |                   |
| 母 ルシュクル 2006 芦毛 北海道新冠町 | 母の父サクラバクシンオー 1989 鹿毛 北海道早来町 | サクラユタカオー                   | *テスコボーイ                      | *テスコボーイ     |
| 母 ルシュクル 2006 芦毛 北海道新冠町 | 母の父サクラバクシンオー 1989 鹿毛 北海道早来町 | サクラユタカオー                   | アンジェリカ                       |                   |
| 母 ルシュクル 2006 芦毛 北海道新冠町 | 母の父サクラバクシンオー 1989 鹿毛 北海道早来町 | サクラハゴロモ                     | *ノーザンテースト                  | *ノーザンテースト |
| 母 ルシュクル 2006 芦毛 北海道新冠町 | 母の父サクラバクシンオー 1989 鹿毛 北海道早来町 | サクラハゴロモ                     | *クリアアンバー                    |                   |
| 母 ルシュクル 2006 芦毛 北海道新冠町 | 母の母*アジアンミーティア 2000 芦毛 アメリカ    | Unbridled                          | Fappiano                           | Fappiano          |
| 母 ルシュクル 2006 芦毛 北海道新冠町 | 母の母*アジアンミーティア 2000 芦毛 アメリカ    | Unbridled                          | Gana Facil                         |                   |
| 母 ルシュクル 2006 芦毛 北海道新冠町 | 母の母*アジアンミーティア 2000 芦毛 アメリカ    | Trolley Song                       | Caro                               | Caro              |
| 母 ルシュクル 2006 芦毛 北海道新冠町 | 母の母*アジアンミーティア 2000 芦毛 アメリカ    | Trolley Song                       | Lucky Spell F-No.4                 |                   |
| 母系(F-No.)                          | アジアンミーティア(USA)系(FN:F4-m)              | アジアンミーティア(USA)系(FN:F4-m) | アジアンミーティア(USA)系(FN:F4-m) | [ § 3 ]           |
| 5代内の近親交配                      | Northern DancerS5×M5                            | Northern DancerS5×M5               | Northern DancerS5×M5               | [ § 4 ]           |
| 出典                                 | 1. 2. 3. 4.                                     | 1. 2. 3. 4.                        | 1. 2. 3. 4.                        | 1. 2. 3. 4.       |

- 母ルシュクルは2008年のすずらん賞(OP)の勝ち馬。その半弟に2015年の新潟大賞典を勝ったダコールがいる。
- 半姉に2015年函館2歳ステークス、2016年キーンランドカップを制したブランボヌール（父ディープインパクト）がいる。
- そのほかの近親にシアトルソング（サラマンドル賞、ワシントンDC国際）、アンブライドルズソング（BCジュヴェナイル、フロリダダービー）、オオバンブルマイ（ゴールデンイーグルほか）、サイタスリーレッド（テレ玉杯オーバルスプリント）